# Toko Shinoda
Toko Shinoda (Dalian, 28 de marzo de 1913-Tokio, 1 de marzo de 2021) fue una pintora y grabadora japonesa que trabajó sus pinturas y dibujos con la técnica denominada sumi-e, conocida como tinta china. Su arte nace de la caligrafía tradicional y se la relaciona con el expresionismo abstracto. En 1983 el Time Magazine la entrevistó y destacó de ella "sus pioneros logros son análogos a los de Picasso". Los trabajos de Shinoda se han expuesto en los principales museos del mundo como el Art Institute de Chicago, the Hague National Museum etc. 

## Biografía
Nació el 28 de marzo de 1913 en Dalian, Manchuria, China, donde su padre dirigió una fábrica de tabaco. 2 años después, su familia regresó a Japón. Su padre la inició en la caligrafía y poesía china, técnica que practicó  desde los 6 años. En 1940, Shinoda tuvo su primera exposición individual en Tokio en la Kyukyodo Gallery. Empezó a trabajar en pinturas abstractas con tinta china en 1945.
Shinoda viajó a los Estados Unidos de 1956 a 1958. Entró en contacto con los trabajos del pintor expresionista abstracto Jackson Pollock, el cual dejó una profunda huella en ella. Se separó de la caligrafía tradicional, y derivó hacia un estilo expresivo, abstracto, implicándose en el movimiento expresionista abstracto de incipiente auge en los Estados Unidos en la década de los 50. Allí  realizó varias exposiciones lo cual le ayudó a hacerse un nombre. Sus trabajos fueron adquiridos por importantes coleccionistas.
Regresó a Japón y continuó trabajando a lo largo de su extensa vida. Cumplió 100 años el 28 de marzo de 2013. Finalmente, falleció de causas naturales el 1 de marzo de 2021 a los 107 años de edad.

## Estilo y técnica
Shinoda se consideraba así misma como no perteneciente a una escuela particular o estilo.

La artista prefería realizar sus pinturas y dibujos originales con tinta china ya que le permite un ilimitado espectro de color. Sus pinturas son principalmente monocromáticas, utilizando tinta china negra con algún uso de cinabrio, oro, plata, o platino. Shinoda utilizó también la litografía (técnica de impresión sobre piedra) como otro medio más de expresión. No le interesaban las técnicas del aguafuerte ya que requieren ácido, la litografía le permitía trabajar directamente y espontáneamente para componer con sus trazos fluidos imágenes que sugieren a la naturaleza en movimiento. Según sus palabrasː
"Las formas  flotan en el ojo de mi mente. Los aromas, el soplar de una brisa, el viento…el aire en movimiento, mi corazón en movimiento. Intento capturar estas imágenes imprecisas, evanescentes del instante y convertirlas en formas vivas"
Las ediciones de Shinoda eran ediciones de corta tirada, normalmente variando de doce a cincuenta y cinco unidades, y a menudo añadía a mano en cada impresión una pincelada o varias de tinta china.
Además de su obra gráfica, creó también elementos decorativos como las tradicionales puertas correderas japonesas realizadas con bloques abstractos, estas se llamaron Hola-fu-mi-yo en 1991 para el Zōjō-ji en Tokio.
Su obra "Evolución" de 1996 es un trabajo tridimensional creado en madera y pintado también con tinta china.
Siguió los tres principios de la pintura china, la integración de la caligrafía, la poesía y la pintura.

## Colecciones
Los trabajos de Shinoda forman parte de importantes colecciones de arte del mundo entero tanto en colecciones públicas como privadas cono en el Museo de Arte Moderno en Nueva York, NY, Solomon R. Guggenheim Museo en Nueva York, NY, Museo Metropolitano en Nueva York, NY, Museo Nacional de Arte Moderno en Tokio, Japón, Museo británico en Londres, Reino Unido, Instituto de Arte de Chicago en Chicago, IL, Smithsonian Arthur M. Sackler Galería en Washington D. C., Museo de Arte del Singapur en Singapur, Museo Nacional de Singapur en Singapur, Kröller-Müller Museo en Otterlo, Netherlands, Brooklyn Museo en Nueva York, NY, Albright@–Knox Galería de Arte en #Búfalo, NY, Cincinnati Museo de Arte en Cincinnati, OH, y Yale Galería de Arte Universitario en Puerto Nuevo, CT.

## Libros
- Takashina, Shuji. Okada, Shinoda, and Tsukata: Three Pioneers of Abstract Painting in 20th Century Japan. Washington: Phillips Collection, 1979.
- Tolman, Mary and Tolman, Norman. Toko Shinoda: A New Appreciation. Rutland, Vermont: Charles E Tuttle Company, 1993.